# Municipio de Big Creek (condado de Hot Spring)
El municipio de Big Creek (en inglés, Big Creek Township) es un municipio ubicado en el condado de Hot Spring, Arkansas, Estados Unidos. Según el censo de 2020, tiene una población de 473 habitantes.

## Geografía
La localidad está ubicada en las coordenadas 34°19′9″N 92°42′38″O / 34.31917, -92.71056. Según la Oficina del Censo de los Estados Unidos, el municipio tiene una superficie total de 63.07 km², de la cual 63.02 km² corresponden a tierra firme y 0,05 km² es agua.

## Demografía
Según el censo de 2010, había 425 personas residiendo en el municipio de Big Creek. La densidad de población era de 6,71 hab./km². De los 425 habitantes, el municipio de Big Creek estaba compuesto por el 97,88 % blancos, el 1,18 % eran amerindios y el 0,94 % eran de una mezcla de razas. Del total de la población el 3,06 % eran hispanos o latinos de cualquier raza.